# Bayrischzell
Bayrischzell är en kommun och ort i Landkreis Miesbach i Regierungsbezirk Oberbayern i förbundslandet Bayern i Tyskland.